# Tarnabod
Tarnabod è un comune dell'Ungheria di 726 abitanti (dati 2010). È situato nella contea di Heves.